# Paradoks chłopca i dziewczynki

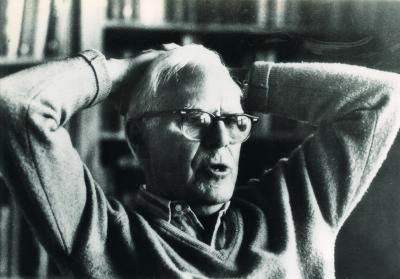
Martin Gardner, jeden z badaczy paradoksu

Paradoks chłopca i dziewczynki – problem z dziedziny teorii prawdopodobieństwa. Ilustruje nieintuicyjność związaną z prawdopodobieństwem warunkowym. Pozorny paradoks jest znany od co najmniej 1959 roku, gdy Martin Gardner opublikował jeden z wariantów tego problemu w „Scientific American” w tekście pod tytułem Problem dwojga dzieci. Zadał on następujące dwa pytania:
- Pan Nowak ma dwoje dzieci. Najstarsze dziecko to dziewczynka. Jakie jest prawdopodobieństwo, że oboje dzieci to dziewczynki?
- Pan Kowalski ma dwoje dzieci. Co najmniej jedno z nich to chłopiec. Jakie jest prawdopodobieństwo, że oboje dzieci to chłopcy?

Gardner przedstawił właściwe odpowiedzi jako, odpowiednio, ½ i ⅓, ale później przyznał, że drugie pytanie jest wieloznaczne. Odpowiedź może brzmieć w drugim przypadku również ½, w zależności od tego, w jaki sposób dowiadujemy się, że jedno z dzieci jest chłopcem. Dwuznaczność pytania, w zależności od precyzyjnego sformułowania i przyjętych w domyśle założeń, potwierdziły późniejsze analizy. Co więcej, wykazano że w zależności od dokładności informacji o jednym z dzieci, odpowiedź może przyjąć również dowolne inne wartości pomiędzy ½ a ⅓.
Problem wywołał wśród czytelników kontrowersje, podobnie do paradoksu Monty’ego Halla. Paradoks wywoływany jest przez kłócącą się z intuicyjnymi heurystykami poznawczymi wieloznaczność co do tego, czy i w jaki sposób pytanie dotyczy prawdopodobieństwa warunkowego.

## Typowe założenia
Obie możliwe odpowiedzi dzielą pewne wspólne założenia. Po pierwsze, przyjmuje się, że przestrzeń możliwych kombinacji można łatwo opisać, w definicji ekstensjonalnej: {CC, CD, DC, DD} (jeśli opiszemy chłopca literą C, a dziewczynkę literą D). Po drugie, zakłada się, że każda z tych kombinacji ma identyczne wejściowe prawdopodobieństwo. Pozwala to na modelowanie problemu jako procesu Bernoulliego z p=½:
1. Każde dziecko jest albo płci męskiej, albo żeńskiej.
2. Każde dziecko ma równą szansę być płci męskiej lub żeńskiej.
3. Płeć każdego dziecka jest niezależna od płci drugiego dziecka.

Jest to analogiczny model matematyczny do stosowanego w przypadku rzutów monetą.

## Pierwsze pytanie
- Pan Nowak ma dwoje dzieci. Najstarsze dziecko to dziewczynka. Jakie jest prawdopodobieństwo, że oboje dzieci to dziewczynki?

Powyższe założenia, dla tego problemu i losowej rodziny, wyznaczają następującą przestrzeń zdarzeń elementarnych:
| Starsze dziecko | Młodsze dziecko |
| --------------- | --------------- |
| Dziewczynka     | Dziewczynka     |
| Dziewczynka     | Chłopiec        |
| Chłopiec        | Dziewczynka     |
| Chłopiec        | Chłopiec        |

Z czterech zdarzeń, tylko dwa spełniają założenie przedstawione w pytaniu (starsze dziecko to dziewczynka). Z dwóch jednakowo prawdopodobnych, możliwych zdarzeń, tylko jedno spełnia kryteria poszukiwanej odpowiedzi, zatem prawdopodobieństwo wynosi ½.

## Drugie pytanie
- Pan Kowalski ma dwoje dzieci. Co najmniej jedno z nich to chłopiec. Jakie jest prawdopodobieństwo, że oboje dzieci to chłopcy?

Pytanie to ma identyczną postać z poprzednim, z wyjątkiem tego, że zamiast informacji, że najstarsze dziecko jest chłopcem, podana jest informacja, że jedno z dzieci jest chłopcem. W odpowiedzi na list czytelnika z 1959 r., Gardner zgodził się, że sformułowanie pytania ma kluczowe znaczenie dla uzyskania różnych odpowiedzi na oba pytanie. Gardner zauważył, że „brak precyzyjnego opisu metody losowania” sprawia, że czytelnicy mogą interpretować problem na dwa różne sposoby:
- Ze wszystkich rodzin z dwójką dzieci, z których co najmniej jedno jest chłopcem, jedna rodzina jest wybierana losowo. Uzyskujemy wówczas odpowiedź ⅓.

| Starsze dziecko | Młodsze dziecko |
| --------------- | --------------- |
| Dziewczynka     | Dziewczynka     |
| Dziewczynka     | Chłopiec        |
| Chłopiec        | Dziewczynka     |
| Chłopiec        | Chłopiec        |

- Ze wszystkich rodzin z dwójką dzieci, jedno dziecko jest wybierane losowo, a następnie okazuje się, że jest ono płci męskiej. To daje odpowiedź ½.

| Starsze dziecko | Młodsze dziecko |
| --------------- | --------------- |
| Dziewczynka     | Dziewczynka     |
| Dziewczynka     | Chłopiec        |
| Chłopiec        | Dziewczynka     |
| Chłopiec        | Chłopiec        |

### Informacje o dziecku
Leonard Mlodinow spopularyzował wariant paradoksu, który ujawnia jego szersze właściwości. W sytuacji w której w zagadce zostaje podana dodatkowa informacja o dzieciach, poszukiwane prawdopodobieństwo może uzyskać dowolną wartość z zakresu ⅓–½. Na przykład jesli dowiemy się, że jedno z dzieci to chłopiec urodzony we wtorek, prawdopodobieństwo na to, że drugie dziecko to chłopiec wynosi {\displaystyle 13/27.} Wynik zależy od rzadkości dodatkowej cechy, jaką nam opisano. Im bardziej jest uniwersalna, tym bardziej rezultat dąży do ⅓, a im bardziej jednoznacznie identyfikuje jednostkę, w tym większym stopniu rezultat dąży do ½.

## Badania psychologiczne
Ankiety prasowe, takie jak dziennikarki Marylin vos Savant, sugerują, że większość ludzi deklaruje przyjmowanie założeń, które przy konsekwentnej indukcji doprowadziłyby ich do odpowiedzi ⅓. W zdecydowanej jednak większości, ludzie udzielają intuicyjnie odpowiedzi ½. Fox i Levav (2004) wykorzystali problem do badania teorii opisujących sposoby, jakimi ludzie oceniają warunkowe prawdopodobieństwa. W tej pracy, paradoks został przedstawiony uczestnikom badania na dwa sposoby:
- „Pan Kowalski oznajmił: ‘Mam dwoje dzieci, i przynajmniej jedno z nich to chłopiec’. Biorąc pod uwagę te dane, jakie jest prawdopodobieństwo, że drugie dziecko to również chłopiec?”
- „Pan Kowalski powiedział: ‘Mam dwoje dzieci, i nie jest tak, że oboje dzieci to dziewczynki’. Biorąc pod uwagę te dane, jakie jest prawdopodobieństwo, że oboje dzieci to chłopcy?”

Autorzy argumentowali, że pierwsze sformułowanie wywiera na pytanych osobach błędne wrażenie, że istnieją dwie możliwości co do płci drugiego dziecka, podczas gdy drugie sformułowanie sugeruje, że istnieją cztery możliwości, z których jedno zostało odrzucone (co daje w wyniku prawdopodobieństwo ⅓, że oboje dzieci to chłopcy, jako że z trzech pozostałych tylko jedno jest zgodne z pytaniem). W badaniu odpowiedzi ½ udzieliło w pierwszym pytaniu 85% uczestników, i 39% w drugim pytaniu. Badacze domniemywali, że powodem, dla którego ludzie różnie traktują oba pytania (analogicznie do innych, podobnych problemów, jak paradoks Monty’ego Halla) jest opieranie się o uproszczone heurystyki poznawcze.